# Rovray
Rovray é uma comuna da Suíça, situada no distrito de Jura-Nord Vaudois, no cantão de Vaud. Tem 3,2 km² de área e sua população em 2018 foi estimada em 179 habitantes.